# Мані (півострів)

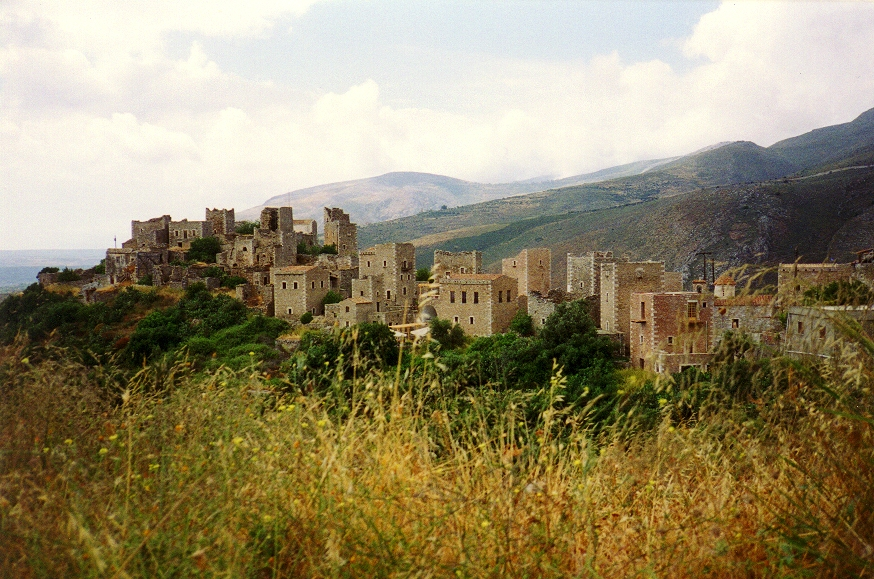
Вафі — поселення маніотів із традиційними вежами

36°33′32″ пн. ш. 22°25′49″ сх. д. / 36.559° пн. ш. 22.4303° сх. д.
Мані (грец. Μάνη), рідко Майна — півострів на півдні півострова Пелопоннес. На сході омивається Лаконською затокою, на заході — Мессенською. Півострів є продовженням гірського пасма Тайгет на Пелопоннесі.
Традиційно Мані поділявся на три регіони:
- Έξω Μάνη — Зовнішній Мані — північний захід півострова,
- Κάτω Μάνη — Ніжній Мані — східна частина півострова,
- Μέσα Μάνη — Середній Мані, або Внутрішній Мані — південний схід півострова.

## Історія
Античний Мані перебував під контролем стародавніх спартанців, які набули слави за свій надмірно жорсткий норов і військові порядки. Християнизація регіону дещо пом'якшила місцеві звичаї, але не змогла зруйнувати цінності глибоко патріархального суспільства, де особисті зв'язки стояли вище законів і кровна помста стала звичним явищем. При цьому посилена клановість місцевих греків багато в чому стала результатом постійної інтервенції іноземних держав у Середні віки і прагнення зберегти свій устрій, мову та культуру.
Середньовічний Мані був знаменитим нескінченними міжусобицями як між місцевими кланами маніотів, так і суперництвом різних держав (Візантія, Венеція, Османська імперія) однієї з одною, внаслідок яких на півострові з'явилася безліч прекрасних замків. З 16 столітті конкуруючі клани використовували фортечні вежі для обстрілу супротивників. До кінця 18 століття починається поступове об'єднання кланів для боротьби за незалежність Греції проти Османської імперії, що розгорілася в 1821—1830 рр. Багато маніотів також брали участь у масових погромах проти місцевих мусульман і прагнули забезпечити повну однорідність складу населення півострова.
Донині маніоти вважають себе нащадками стародавніх спартанців, вони шанують своїх славних пращурів, люблять зброю, зберігають стародавній закон гостинності і підтримують суворі родові відносини, як це було у спартанців. Із цим пов'язана самобутність культури Мані: зокрема під час різдвяних свят жителі Мані не співають — у них суворою традицією з усіх видів народних пісень зберігаються лише плачі.